# Leucinodes vinanyalis
Leucinodes vinanyalis là một loài bướm đêm trong họ Crambidae.